# TenTwenty
TenTwenty（テントゥエンティ）は、日本のバンドである。2019年に東京都で結成された。所属レーベルはトイズファクトリー。
結成から2025年3月19日以前までは、XIIX（読み同じ）という名義で活動していた。

## メンバー
詳細は個人ページを参照のこと。
斎藤宏介
ボーカル・ギター。メインボーカルでありメインコンポーザーである。2004年からUNISON SQUARE GARDENのギター・ボーカルを務める。
須藤優
ベース。2008年から2019年までU&DESIGN、2012年からARDBECKのメンバーとしても活動。

## 概要
斎藤宏介 (UNISON SQUARE GARDEN)と須藤優 (元U&DESIGN・ARDBECK)によるバンド。
斎藤はUNISON SQUARE GARDENでギターボーカルを、須藤は元々U&DESIGN、2012年からARDBECKでベースを担当し、他にも米津玄師やゆず、sumikaなどのサポートベーシストを担当している。
斎藤がギターボーカルを担当しているUNISON SQUARE GARDENでは、ほぼ全て田淵智也が詞曲を手がけている。しかし斎藤自身からも曲が生まれ始め、そのまま捨てるのも勿体無いのでどうにか表現出来ないかと須藤に相談した結果、結成に至った。そのためTenTwentyでは斎藤がメインで作詞をしている。
以前より親交があり、斎藤が自身の表現の場として定期開催してきた「SK's Session」を経て制作に没頭し、結成した。XIIXというバンド名は、10月20日にバンド名会議をしている中で「10月20日だしテントゥエンティでよくね？」という斎藤の何気ない一言がきっかけで、須藤がXIIXという表記に決めたもの。10、2、10をそれぞれローマ数字にした「X」「II」「X」を繋いでバンド名としているが、ローマ数字の使い方としては間違っている。また、後に斎藤が「10時20分（=テントゥエンティ）は時計の短針と長針が逆方向を示している事から、短針を斎藤、長針を須藤に見立てて、お互い背中を預けながら リスナーの人生の時間を刻んでいけたら」と命名の理由を後付けしている。
他にも、田淵智也が参加するTHE KEBABSに似せた「タコスス」というバンド名の候補が挙げられたことがあったが、没になった。その理由について斎藤は「田淵に寂しい思いをさせないため」だったと語っている。
ライブの開演前に流れているSEは須藤が選曲している。
バンド名の表記が2025年3月19日にXIIXからTenTwentyに変更された。表記変更について須藤は「アルバム3枚を終えて次に向かうにあたってもう一段ギア上げていきたい」、「より幅広くたくさんの人に届けたい、パッと目に入ってきたものと聴いたものがもっとリンクできるようにしたい」という意図で改名を提案したと話している。

## 略歴
2019年
10月20日 - バンド結成。
2020年
01月22日 - 1stアルバム『White White』をリリース。
01月27日 - 初ワンマンライブ『White White』を東京・マイナビBLITZ赤坂、1月30日には大阪・BIGCATで開催。
2021年
02月24日 - 2ndアルバム『USELESS』をリリース。
05月1日 - 配信シングル「アカシ」リリース。アニメ『ドラゴンクエスト ダイの大冒険』のEDテーマとなった。本作がバンドで初のタイアップ楽曲である。
2022年
07月13日 - 配信シングル「まばたきの途中 feat. 橋本愛」をリリース。
08月24日 - 配信シングル「スプレー feat. SKY-HI & 谷中敦 (東京スカパラダイスオーケストラ)」をリリース。
2023年
07月26日 - 3rdアルバム『XIIX』をリリース。
010月20日 - 配信シングル「うらら -LIVE TOUR『2&5』」をリリース。
2025年
01月8日 - 配信シングル「煌めき」をリリース。
03月19日 - 1st EP『Border=Border』をリリース。バンド名表記をXIIXからTenTwentyに変更。

## ディスコグラフィ

### 配信シングル
| 発売日         | タイトル                                                        | 収録アルバム  | 備考                                                                    |
| -------------- | --------------------------------------------------------------- | ------------- | ----------------------------------------------------------------------- |
| 2021年5月1日   | アカシ                                                          | XIIX          | アニメ「ドラゴンクエスト ダイの大冒険」エンディング主題歌               |
| 2022年7月13日  | まばたきの途中 feat. 橋本愛                                     | XIIX          |                                                                         |
| 2022年8月24日  | スプレー feat. SKY-HI & 谷中敦 (東京スカパラダイスオーケストラ) | XIIX          |                                                                         |
| 2023年10月20日 | うらら -LIVE TOUR『2&5』-                                       |               |                                                                         |
| 2025年1月8日   | 煌めき                                                          | Border=Border | TVアニメ『マジック・メイカー ～異世界魔法の作り方～』オープニング主題歌 |

### 楽曲提供
| アーティスト       | タイトル         | 作詞                         | 作曲 | 編曲                    | リリース       |
| ------------------ | ---------------- | ---------------------------- | ---- | ----------------------- | -------------- |
| Hiromitsu Kitayama | JOKER            | 斎藤宏介、Hiromitsu Kitayama | XIIX | XIIX、OTA YUGO、BIG AIR | 2023年12月22日 |
| Hiromitsu Kitayama | 赤い夜に         | 斎藤宏介                     | XIIX | XIIX、OTA YUGO、BIG AIR | 2024年1月31日  |
| Hiromitsu Kitayama | in the Moonlight | 斎藤宏介、Hiromitsu Kitayama | XIIX | XIIX、OTA YUGO          | 2024年8月26日  |

## タイアップ一覧
| 使用年 | 曲名   | タイアップ                                                                          |
| ------ | ------ | ----------------------------------------------------------------------------------- |
| 2021年 | アカシ | テレビ東京系アニメ『ドラゴンクエスト ダイの大冒険』エンディング主題歌               |
| 2025年 | 煌めき | テレビ東京ほかアニメ『マジック・メイカー 〜異世界魔法の作り方〜』オープニング主題歌 |